# Komlóska
Komlóska es un pueblo ubicado en el distrito de Sárospatak, en el condado de Borsod-Abaúj-Zemplén, Hungría.

## Superficie
Posee una superficie de 29,87 kilómetros cuadrados.

## Demografía
Hasta 2019 la población era de 216 habitantes, con una densidad de población de 7,231 habitantes por kilómetro cuadrado.